# Cattedrale della Trasfigurazione (Dnipro)
La cattedrale della Trasfigurazione del Salvatore (in ucraino Спасо-Преображенський кафедральний собор?, Spaso-Preobražens'kyj kafedral'nyj sobor) è il principale luogo di culto ortodosso della città ucraina di Dnipro.

## Storia
La prima pietra della cattedrale fu posta dell'imperatrice Caterina II di Russia e dall'imperatore Giuseppe II il 20 maggio 1787. Inizialmente l'edificio, concepito da Grigorij Potëmkin come uno dei principali luoghi di culto della Nuova Russia, era stato ideato dall'architetto Ivan Starov sul modello delle basiliche romaniche; tuttavia l'incombente guerra russo-turca costrinse a posticipare i lavori di costruzione.
Il progetto venne poi modificato all'inizio del secolo successivo dal Duca di Richelieu, tuttavia i lavori di costruzione iniziarono solamente nel 1830. Lo studio finale, attribuito all'architetto Andrejan Dmitrievič Zacharov, prevedeva la realizzazione di una struttura in stile neoclassico, più piccola rispetto a quella del progetto iniziale ed ispirata alla chiesa di Sant'Andrea di Kronštadt. 
La chiesa, danneggiata da un terremoto nel 1888, fu chiusa al culto nel 1930. Duramente colpita durante la seconda guerra mondiale, ospitò un museo dell'ateismo tra il 1975 ed il 1988. Con il crollo dell'Unione Sovietica e la nascita dell'Ucraina indipendente l'edificio tornò alla sua funzione originaria.